# Ramon Zenger
Ramon Zenger  (* 2004) ist ein Schweizer Unihockeyspieler, der beim Nationalliga-A-Verein Floorball Thurgau unter Vertrag steht.

## Karriere

### Floorball Thurgau
2020 debütierte Zenger beim Nationalliga-B-Verein Floorball Thurgau.

### Schweizer Nationalmannschaft
2021 spielte Ramon Zenger an der U19 WM in Brno.

### UHC Uster
Nachdem die Saison in der Nationalliga B aufgrund der Corona-Pandemie unterbrochen worden war, verpflichtete der Nationalliga-A-Vertreter UHC Uster den Verteidiger temporär. Sein Engagement beim UHC Uster ist bis auf den Zeitpunkt der Wiederaufnahme der Nationalliga-B-Meisterschaft beschränkt.